# 18905 Weigan
18905 Weigan è un asteroide della fascia principale. Scoperto nel 2000, presenta un'orbita caratterizzata da un semiasse maggiore pari a 2,2831912 UA e da un'eccentricità di 0,1072036, inclinata di 1,55021° rispetto all'eclittica.